# Wereldkampioenschappen zwemmen 2015 – 4×100 meter wisselslag gemengd
De 4×100 meter wisselslag gemengd op de wereldkampioenschappen zwemmen 2015 in Kazan vond plaats op 5 augustus 2015. Na afloop van de series kwalificeerden de acht snelste ploegen zich voor de finale.

## Records
Voorafgaand aan het toernooi was dit het wereldrecord:
| Wereldrecord | Verenigd Koninkrijk Chris Walker-Hebborn Adam Peaty Jemma Lowe Francesca Halsall | 3.44,02 | Berlijn | 19 augustus 2014 |

## Uitslagen

### Series
| Rang | Serie | Baan | Namen                  | Land | Tijd    | Bijz. |
| ---- | ----- | ---- | ---------------------- | --- | ------- | ----- |
| 1    | 3     | 2    | Verenigde Staten       | Ryan Murphy (52.18) Kevin Cordes (58.33) Kendyl Stewart (57.78) Lia Neal (54.04)                                   | 3:42.33 | Q, WR |
| 2    | 3     | 0    | Verenigd Koninkrijk    | Chris Walker-Hebborn (53.40) Ross Murdoch (59.14) Rachael Kelly (58.02) Fran Halsall (53.83)                       | 3:44.39 | Q     |
| 3    | 4     | 3    | Duitsland              | Jan-Philip Glania (53.89) Hendrik Feldwehr (59.22) Alexandra Wenk (57.88) Annika Bruhn (54.40)                     | 3:45.39 | Q     |
| 4    | 2     | 4    | Rusland                | Darja Oestinova (59.89) Kirill Prigoda (59.99) Daniil Pachomov (51.52) Veronika Popova (54.47)                     | 3:45.87 | Q     |
| 5    | 3     | 7    | Italië                 | Simone Sabbioni (53.46) Arianna Castiglioni (1:07.13) Matteo Rivolta (51.29) Erika Ferraioli (54.15)               | 3:46.03 | Q     |
| 6    | 1     | 6    | China                  | Xu Jiayu (53.44) Li Xiang (1:01.38) Chen Xinyi (58.51) Zhu Menghui (54.15)                                         | 3:47.48 | Q     |
| 7    | 3     | 1    | Hongarije              | Gábor Balog (54.03) David Horvath (1:01.66) Evelyn Verrasztó (59.19) Zsuzsanna Jakabos (54.62)                     | 3:49.50 | Q     |
| 8    | 4     | 9    | Canada                 | Russell Wood (54.76) Rachel Nicol (1:07.60) Noemie Thomas (57.96) Karl Krug (49.28)                                | 3:49.60 | Q     |
| 9    | 4     | 4    | Brazilië               | Daynara de Paula (1:02.58) Felipe Lima (1:00.86) Daiene Dias (1:00.17) João de Lucca (49.84)                       | 3:53.45 |       |
| 10   | 3     | 5    | Zwitserland            | Nils Liess (56.01) Martin Schweizer (1:01.81) Danielle Villars (59.47) Megan Connor (56.27)                        | 3:53.56 |       |
| 11   | 1     | 4    | Finland                | Mimosa Jallow (1:01.48) Sami Aaltomaa (1:01.64) Emilia Pikkarainen (59.79) Ari-Pekka Liukkonen (52.46)             | 3:55.37 |       |
| 12   | 4     | 7    | Colombia               | Omar Pinzón (57.42) Jorge Murillo (1:01.57) Jessica Camposano (1:00.84) Isabella Arcila (55.59)                    | 3:55.42 |       |
| 13   | 4     | 6    | Singapore              | Quah Zheng Wen (54.63) Ho Ru'En Roanne (1:11.98) Quah Ting Wen (59.80) Yeo Kai Quan (51.10)                        | 3:57.51 |       |
| 14   | 2     | 8    | Mexico                 | Lourdes Villaseñor (1:04.70) Daniela Carrillo (1:10.01) Daniel Ramirez Carranza (55.15) Alejandro Escudero (50.95) | 4:00.81 |       |
| 15   | 1     | 3    | Thailand               | Kasipat Chograthin (59.13) Radomyos Matjiur (1:04.03) Sutasinee Pankaew (1:03.60) Jenjira Srisa-Ard (1:00.43)      | 4:07.19 |       |
| 16   | 2     | 3    | Azerbeidzjan           | Boris Kirillov (58.16) Anton Zheltyakov (1:02.95) Alsu Bayramova (1:06.50) Fatima Alkaramova (1:00.32)             | 4:07.93 |       |
| 17   | 2     | 0    | Costa Rica             | Mario Montoya (1:01.81) Esteban Araya (1:07.64) Marie Laura Meza (1:01.11) Helena Moreno (1:00.19)                 | 4:10.75 |       |
| 18   | 2     | 9    | Bolivia                | Andrew Rutherfurd (59.14) José Quintanilla (1:08.95) Karen Torrez (1:02.83) María José Ribera (1:01.57)            | 4:12.49 |       |
| 19   | 2     | 2    | Papoea-Nieuw-Guinea    | Ryan Pini (56.38) Tegan McCarthy (1:17.87) Sam Seghers (56.07) Barbara Vali-Skelton (1:03.58)                      | 4:13.90 |       |
| 20   | 3     | 6    | Zambia                 | Jade Howard (1:08.07) Alex Axiotis (1:07.06) Ralph Goveia (56.41) Tilka Paljk (1:02.86)                            | 4:14.40 |       |
| 21   | 4     | 0    | Macau                  | Ngou Pok Man (59.43) Lei On Kei (1:14.85) Chao Man Hou (1:00.80) Long Chi Wai (1:00.94)                            | 4.16.02 |       |
| 22   | 2     | 5    | Sri Lanka              | Kimiko Raheem (1:05.47) Machiko Raheem (1:24.19) Matthew Abeysinghe (56.34) Cherantha de Silva (53.24)             | 4:19.24 |       |
| 23   | 3     | 8    | Jordanië               | Mohammed Bedour (1:04.16) Lydia Musleh (1:18.81) Khader Baqlah (57.68) Talita Baqlah (59.06)                       | 4:19.71 |       |
| 24   | 3     | 9    | Dominicaanse Republiek | Arianna Sanna (1:10.71) Jean Luis Gómez (1:10.40) Dorian McMenemy (1:06.93) Jhonny Peréz (51.75)                   | 4:19.79 |       |
| 25   | 4     | 1    | Kenia                  | Talisa Lanoe (1:09.32) Issa Mohamed (1:13.15) Emily Muteti (1:05.72) Hamdan Bayusuf (55.80)                        | 4:23.99 |       |
| 26   | 4     | 5    | Mongolië               | Enkhkhuslen Batbayar (1:13.20) Delgerkhuu Myagmar (1:14.17) Batsaikhan Dulguun (59.05) Yesui Bayar (1:08.04)       | 4:34.46 |       |
| 27   | 2     | 7    | Turkije                | Ekaterina Avramova (1:02.97) Viktoriya Zeynep Gunes (DSQ) Kaan Türker Ayar Kemal Arda Gürdal                       | DSQ     |       |
| 27   | 3     | 4    | Frankrijk              | Benjamin Stasiulis (54.43) Giacomo Perez-Dortona (59.55) Marie Wattel (58.62) Anna Santamans (DSQ)                 | DSQ     |       |
| 29   | 1     | 2    | Albanië                | | DNS     |       |
| 29   | 1     | 5    | Filipijnen             | | DNS     |       |
| 29   | 2     | 1    | Suriname               | | DNS     |       |
| 29   | 2     | 6    | Egypte                 | | DNS     |       |
| 29   | 3     | 3    | Japan                  | | DNS     |       |
| 29   | 4     | 2    | Argentinië             | | DNS     |       |
| 29   | 4     | 8    | Mozambique             | | DNS     |       |

### Finale
| Rang   | Baan | Namen | Land                | Tijd    | Bijz. |
| ------ | ---- | --- | ------------------- | ------- | ----- |
| Goud   | 5    | Chris Walker-Hebborn (52.94) Adam Peaty (57.98) Siobhan-Marie O'Connor (57.02) Francesca Halsall (53.77) | Verenigd Koninkrijk | 3.41,71 | WR    |
| Zilver | 4    | Ryan Murphy (53.31) Kevin Cordes (58.63) Katie McLaughlin (57.56) Margo Geer (53.77)                     | Verenigde Staten    | 3.43,27 |       |
| Brons  | 3    | Jan-Philip Glania (53.52) Hendrik Feldwehr (59.16) Alexandra Wenk (57.21) Annika Bruhn (54.24)           | Duitsland           | 3.44,13 |       |
| 4      | 7    | Xu Jiayu (52.74) Li Xiang (1:00.47) Lu Ying (57.39) Zhu Menghui (54.05)                                  | China               | 3.44,65 |       |
| 5      | 6    | Anastasia Fesikova (1:00.48) Joelia Jefimova (1:05.46) Daniil Pachomov (51.60) Vladimir Morozov (47.29)  | Rusland             | 3.44,83 |       |
| 6      | 2    | Simone Sabbioni (53.68) Arianna Castiglioni (1:06.44) Piero Codia (51.59) Silvia Di Pietro (53.88)       | Italië              | 3.45,59 |       |
| 7      | 8    | Russell Wood (54.51) Richard Funk (59.69) Katerine Savard (57.83) Sandrine Mainville (54.20)             | Canada              | 3.46,23 |       |
| 8      | 1    | Gábor Balog (54.32) David Horvath (1:01.80) Evelyn Verrasztó (59.46) Zsuzsanna Jakabos (54.48)           | Hongarije           | 3.50,06 |       |